# Peperomia curtipes
Peperomia curtipes är en pepparväxtart som beskrevs av William Trelease. Peperomia curtipes ingår i släktet peperomior, och familjen pepparväxter. Utöver nominatformen finns också underarten P. c. contracta.